# Louis-Antoine de Bryas
Louis-Antoine, comte de Bryas et de Hollenfels, est un général belge, né à Luxembourg le 15 novembre 1781 et mort à Bruxelles le 5 septembre 1855. 

## Biographie
Louis de Brias est le fils de Jean-Frédéric de Brias, comte de Hollenfeltz, lieutenant-colonel en service autrichien, et de la baronne Marie-Françoise de Cassal de Bomal. Une de ses sœurs épousera le frère de Prosper de Barante et une autre le baron Joseph van Eyll (dont une fille épouse du général Omer Ablay et une autre au chevalier Adolphe de Neuchatel (nl), fils de Charles d'Arberg de Valangin).
Engagé volontaire en 1806, il rejoint le 27e régiment de chasseurs à cheval, commandé par le duc Prosper-Louis d'Arenberg. Sous-lieutenant en 1807, il est affecté à l'armée d'observation dans la Poméranie suédoise, sous les ordres du maréchal Brune. Il servit ensuite en Danemark, puis en Espagne. Il prit part à de nombreuses batailles, dont celles de Talavera et de Vitoria.
Il est fait chevalier de la Légion d'honneur en 1810 et promu capitaine adjudant-major l'année suivante.
Il servit durant la campagne d'Allemagne au sein du quatorzième corps.
Commandant d'escadron, il passe au service des Pays-Bas en 1814 avec le brevet de major titulaire au régiment de cuirassiers no 2. Il fut grièvement blessé par un boulet de canon lors de la bataille de Waterloo. Il reçut la croix de l'ordre militaire de Guillaume le 8 juillet 1815.
Lieutenant-colonel en 1824 et colonel en 1830, il commande le régiment de hussards no 8 lorsque la révolution belge éclata. Il rentra alors en Belgique, avec son aide de camp français, le lieutenant Adrien Agapite de Trannoy du 3e de ligne, et reçoit le grade de général-major et le commandement d'une brigade de cavalerie, la brigade légère casernée à Louvain, par arrêté du roi des Belges du 16 octobre 1831. Il reçut la croix de l'ordre de Léopold en 1833.
Promu Lieutenant-général et officier de l'ordre de Léopold en 1837, il est nommé inspecteur général de la cavalerie légère.
Il passa commandeur de l'ordre de Léopold en 1842.

## Sources
- Hippolyte Vigneron, La Belgique militaire, tome 1, E Renier, imprimeur militaire, Bruxelles, 1855, p. 161 à 167
- « BRYAS (Louis-Antoine, comte de) », in "Biographie nationale de Belgique"
- Aug Neÿen, « Bryas, Louis-Antoine, comte de », in "Biographie luxembourgeoise", 1861
- « Bryas (comte Louis de) », in "Dictionnaire universel et classique d'histoire et de géographie", 1862